# Ceraphronidae
Die Ceraphronidae sind eine Familie der Hautflügler mit weltweiter Verbreitung. Es sind gut 300 Arten bekannt, die sich auf 15 Gattungen verteilen.

## Merkmale
Es handelt sich um kleine Tiere von weniger als einem bis maximal etwa fünf Millimeter Körperlänge. Sie sind meist schwarz gefärbt, es kommen aber auch braune, orangebraune und gelbliche Färbungen vor (oft am Hinterleib). Die Antennen besitzen ein stark verlängertes Basalglied, die übrige Antenne sitzt daran mit einem deutlichen Winkel an ("gekniete" Antennen). Die Geißel ist meist recht kurz und oft zur Spitze etwas keulig verdickt, sie kann aber auch lang und fadenförmig sein. Die Zahl der Segmente kann sich je nach Gattung unterscheiden, wobei die Männchen immer ein Segment mehr besitzen als die Weibchen. Häufig sind es zehn bzw. elf Segmente. Die Antennen sitzen etwas oberhalb des Clypeus etwa in Höhe der Augenunterrands, also relativ tief, an. Größte Mundwerkzeuge sind die zweispitzigen Mandibeln. 
Die Tiere können geflügelt, kurzflügelig (brachypter) oder flügellos sein. Oft ist die Flügelausbildung innerhalb einer Art variabel, wobei häufiger die Weibchen flügellos sind. Die Flügel sind immer klar mit einem schmalen Flügelmal (Pterostigma) im Vorderflügel, sie sind dicht mit kleinen Härchen (Mikrotricha) besetzt. Die Flügeladerung ist stark reduziert. Im Vorderflügel ist nur eine Ader erkennbar (als Costa oder verschmolzene Costa/Subcosta oder als verschmolzene Costa und Radius interpretiert), die als Randader bis zum Flügelmal verläuft, aber von diesem durch eine kleine Unterbrechung getrennt ist. In der Regel sitzt daran zur Spitze hin eine kleine, hakenförmige Verlängerung an (entweder als Radius oder als Querader R-RS interpretiert). Das Flügelmal ist schmal und unauffällig. Der kleine Hinterflügel weist in der Regel überhaupt keine Aderung auf. 
Kennzeichnend für die Familie ist die Zahl der Sporne (starke, dornförmige Spitzen) an den Tibien (Schienen). Dabei sitzen an den Vordertibien zwei, an den Mitteltibien ein und an den Hintertibien wieder zwei Sporne. Die Arten der Überfamilie Ceraphronoidea sind die einzigen Taillenwespenarten mit zwei Spornen an den Vordertibien. Die Sporne sind kammförmig eingeschnitten (pektinat). Am Rumpf fällt außerdem das stark verkürzte Pronotum auf. Am mittleren Segment (Mesonotum) sitzen, im Gegensatz zur verwandten Familie Megaspilidae, keine auffallenden, paarigen Kiellinien (als Notaulices oder Parapsiden bezeichnet) (Ausnahme: Ceraphron abnormis). Am Hinterleib sitzt als auffallende Sonderbildung ein Drüsenfeld unbekannter Funktion an der Oberseite verschiedener Hinterleibssegmente (in der Regel am Tergit 6), das als "Waterstons Organ" bezeichnet wird. Der Hinterleib ist in der Regel relativ kurz und an den Seiten gerundet, das erste freie Segment ist das längste. Der Legebohrer der Weibchen ist meist von mäßiger Länge und in Ruhestellung im Hinterleib verborgen.

## Lebensweise
Alle Ceraphronidae sind als Larven Parasitoide anderer Insektenarten. Sehr viele Arten sind dabei obligate Parasitoide anderer Hautflügler, die selbst Parasitoide sind, das heißt, sie sind Hyperparasitoide. Befallen werden immer Arten in Hüllen oder Umhüllungen, die aber nicht sehr massiv sein dürfen. Die Larve der Ceraphronidae lebt frei auf ihrem Wirt (Ektoparasitoid), der in der Regel erst im letzten Larvenstadium oder beim Verpuppen mit einem Ei belegt wird. Gut untersucht und auch ökonomisch von Bedeutung ist die Gattung Aphanogmus. Sie parasitiert an Brackwespenlarven der Gattung Aphidius (Unterfamilie Aphidiinae), die selbst wiederum in Blattläusen parasitieren. Die Aphidius-Larve frisst im letzten Stadium die Blattlaus vollkommen aus, deren Exoskelett als leere Hülle ("Blattlausmumie") den verpuppenden Parasitoiden umgibt. In diesem Stadium legt das Aphanogmus-Weibchen sein Ei durch die Blattlausmumie hindurch auf den Parasitoiden. Dabei werden gegebenenfalls auch bereits von einem Hyperparasiten belegte Tiere belegt, so dass die Tiere dann Hyperparasiten zweiter Ordnung sind, dies ist aber nicht die Regel. Die Aphanogmus-Larve durchläuft drei Larvenstadien und verpuppt sich in der Blattlausmumie neben den Überresten ihres Wirts. Da die Ceraphronide einen Parasitoiden parasitiert, der wiederum eine Blattlaus befällt, die möglicherweise als Schädling ökonomisch bedeutsam ist, vermindert sie wie alle Hyperparasiten die Wirksamkeit der biologischen Schädlingsbekämpfung. 
Andere Ceraphronidenarten sind primäre Parasitoide. So treten einige Arten (darunter auch andere Vertreter von Aphanogmus) als Parasitoide von Gallmücken (Cecidomyiidae) auf, die sie innerhalb ihrer Gallen mit einem Ei belegen.

## Systematik
Die Ceraphronidae sind eine der beiden Familien der Überfamilie Ceraphronoidea. Ihr Schwestergruppen-Verhältnis mit der zweiten Familie Megaspilidae gilt als gut abgesichert. Die Ceraphronoidea werden traditionell in eine große und schlecht definierte Verwandtschaftsgruppe der Hautflügler eingeordnet, die als Proctotrupomorpha bezeichnet wird. Diese kleinen, untereinander oft sehr ähnlichen Tiere sind schlecht erforscht; man nimmt an, dass mehr als neun Zehntel der tatsächlich existierenden Arten noch unbeschrieben sind. Sie werden oft informell als "Mikrohymenopteren" zusammengefasst. Neben der Platzierung in den Proctotrupomorpha, möglicherweise als Schwestergruppe der Platygastroidea, wird auch eine Stellung innerhalb der Evaniomorpha (Hungerwespenartige) erwogen.